# Trafford (Pennsylvania)
Trafford  è una borough degli Stati Uniti d'America, nella Contea di Westmoreland, si estende anche in parte nella contea di Allegheny nello Stato della Pennsylvania. Secondo il censimento del 2000 la popolazione è di 3.236 abitanti.

## Società

### Evoluzione demografica
La composizione etnica vede una prevalenza della razza bianca (98,27%), seguita quella afroamericana (0,68%), dati del 2000.
| borough di Trafford Popolazione |       |
| 2000                            | 3.236 |
| Stima al 2009                   | 3.080 |